# Лекси Тайлер
Лекси Тайлер (англ. Lexxi Tyler, род. 16 мая 1983 года) — американская порноактриса и модель. В мае 2009 года стала «Киской месяца» журнала Penthouse.

## Личная жизнь
Тайлер замужем за бойцом по смешанным единоборствам Робом Маккаллохом. В марте 2010 у них родился ребёнок.

## Фильмография
- 2005: Girlvana
- 2005: The Boobs of Hazzard
- 2006: All Girl Fantasies
- 2007: Sophia Santi’s Juice
- 2007: Babysitters
- 2008: Cheerleaders

## Премии и номинации
- 2006 номинация на AVN Award в категории лучшая лесбийская сцена — видео за фильм «Girlvana» (вместе с Алексией, Джиджи, Кэйлин, Маккензи Мак, Кирстен Прайс и Сэмми Роудс)
- 2008 AVN Award — лучшая лесбийская сцена (видео) — Babysitters (2007) (c Алектрой Блу, Энджи Сэвидж, Сэмми Роудс и Софией Санти)[5]
- 2009 номинация на AVN Award в категории Best All-Girl 3-Way Sex Scene за фильм «Cockstar» (вместе с Алектрой Блу и Кирстен)
- 2009 AVN Award — лучшая групповая лесбийская сцена — Cheerleaders (вместе с Adrenalynn, Джесси Джейн, Шэй Джордан, Брианной Лав, Прией Рай, Софией Санти, Стоей и Мемфис Монро)[6]